# Campo Grande (Araci)
Campo Grande é um dos 52 povoados integrantes do município brasileiro de Araci, estado da Bahia.
Localiza-se a 60.7 km da sede do município e a cerca de 282 km da capital Salvador. (considerando o trajeto mais curto). Conta com uma população de aproximadamente 500 habitantes.

O povoado araciense de Campo Grande é uma das povoações organizadas mais distante de sua sede Araci.